# Radiación evolutiva
Una radiación evolutiva es un aumento en la diversidad taxonómica causado por tasas elevadas de especiación, que pueden estar asociadas o no con un aumento en la disparidad morfológica. Las radiaciones pueden afectar a uno o varios clados, y ser rápidas o graduales; donde son rápidas e impulsadas por la adaptación de un solo linaje a su entorno, se denominan radiaciones adaptativas.

## Ejemplos
Quizás el ejemplo más familiar de una radiación evolutiva es el de los mamíferos placentarios inmediatamente después de la extinción de los dinosaurios al final del Cretácico, hace unos 66 millones de años. En ese momento, los mamíferos placentarios eran en su mayoría animales pequeños que se alimentaban de insectos, similares en tamaño y forma a las musarañas modernas. Para el Eoceno (hace 58-37 millones de años), habían evolucionado en formas tan diversas como murciélagos, ballenas y caballos.
Otras radiaciones familiares incluyen la explosión cámbrica, la explosión de Avalon, el evento de gran biodiversificación del Ordovícico, la radiación mesozoica-cenozoica, la radiación de plantas terrestres después de su colonización terrestre, la radiación de angiospermas del Cretácico y la diversificación de insectos, una radiación que ha continuado casi sin cesar desde el Devónico, hace 400 millones de años.

## Tipos
Las radiaciones adaptativas implican un aumento en la tasa de especiación de un clado junto con la divergencia de características morfológicas que están directamente relacionadas con los hábitos ecológicos; estas radiaciones involucran especiaciones no impulsadas por factores geográficos y que ocurren en simpatría; también pueden estar asociados con la adquisición de un rasgo clave. Las radiaciones no adaptativas posiblemente abarcan todo tipo de radiación evolutiva que no es una radiación adaptativa, aunque cuando se conoce un mecanismo más preciso para impulsar la diversidad, puede ser útil referirse al patrón como, por ejemplo, una radiación geográfica. Las radiaciones geográficas implican un aumento de la especiación causado por el aumento de las oportunidades de aislamiento geográfico. Las radiaciones pueden ser discordantes, ya sea con diversidad o disparidad aumentando casi independientemente de la otra, o concordantes, donde ambas aumentan a un ritmo similar. Cuando el mecanismo de diversificación es ambiguo y las especies parecen estar estrechamente relacionadas, a veces se utilizan los términos "radiación de especies", "bandada de especies" o " complejo de especies".

## En el registro fósil
Gran parte del trabajo realizado por los paleontólogos que estudian las radiaciones evolutivas se ha basado en el uso de fósiles de invertebrados marinos simplemente porque tienden a ser mucho más numerosos y fáciles de recolectar en cantidad que los grandes vertebrados terrestres como los mamíferos o los dinosaurios. Los braquiópodos, por ejemplo, sufrieron importantes estallidos de radiación evolutiva en el Cámbrico Temprano, Ordovícico Temprano, en menor grado a lo largo del Silúrico y Devónico, y luego nuevamente durante el Carbonífero. Durante estos períodos, diferentes especies de braquiópodos asumieron independientemente una morfología y, presumiblemente, un modo de vida similar a las especies que habían vivido millones de años antes. Este fenómeno, conocido como homeomorfia, se explica por la evolución convergente: cuando se somete a presiones selectivas similares, los organismos a menudo desarrollarán adaptaciones similares. Pueden observarse más ejemplos de radiación evolutiva rápida entre las amonitas, que sufrieron una serie de extinciones de las que se re-diversificaron repetidamente; y trilobites que, durante el Cámbrico, evolucionaron rápidamente en una variedad de formas ocupando muchos de los nichos que hoy explotan los crustáceos.

## Ejemplos recientes
Varios grupos han sufrido radiación evolutiva en tiempos relativamente recientes. Los biólogos han estudiado mucho a los cíclidos en particular. En lugares como el lago Malawi, han evolucionado en una variedad muy amplia de formas, incluidas especies que se alimentan por filtración, que se alimentan de caracoles, parásitos reproductores, herbívoros de algas e ictiófagos. Los lagartos anolinos del Caribe son otro ejemplo bien conocido de radiación adaptativa. Las gramíneas han sido un éxito, evolucionando en paralelo con herbívoros que pastan como caballos y antílopes.